# Snowman (cheval)
Snowman (1948-1974) est un célèbre cheval de saut d'obstacles américain. Surnommé « le champion à 80 dollars », ce cheval de travail sans papiers était destiné à l'abattoir.
Harry de Leyer et son cheval Snowman avaient une marque de reconnaissance qui était de sauter par-dessus un autre cheval.

### Note
1. ↑  Version originale : the eighty-dollar champion.